# Randa (revista)
Randa és una revista semestral fundada a Barcelona el 1975 dedicada a la història i la cultura de les illes Balears. Fins a l'any 2008 fou editada per Curial Edicions Catalanes, any que passà a mans de Publicacions de l'Abadia de Montserrat. El seu director és Josep Massot i Muntaner i està coordinada per Margalida Tomàs i Vidal. Ha publicat alguns números monogràfics, els dos de més repercussió dedicats a la Segona República i la Guerra Civil Espanyola a Mallorca, que no pogueren ser publicats com a número de revista. Ha estat la primera publicació d'investigació sobre les Illes Balears publicada en català des del 1936, i durant alguns anys l'única.